# Walsh-Code
Der Walsh-Code ist ein mathematischer Begriff, der bei der Kanalkodierung in verschiedenen Kommunikationstechnologien genutzt wird. Walsh-Codes sind orthogonale Codes. Werden also mehrere Signale mit unterschiedlichen Walsh-Codes verschlüsselt und überlagert, kann ein bestimmtes Signal durch die Korrelation mit dem entsprechenden Code wieder zurückgewonnen werden. Dies wird zum Beispiel bei dem Codemultiplexverfahren in der Mobilkommunikation angewendet (siehe Spreizcodes).
Die Walsh-Codes können mit Hilfe von Walsh-Funktionen berechnet werden.